# 斯洛比德卡 (巴赫馬奇區)
51°21′59″N 32°50′39″E / 51.36639°N 32.84417°E
斯洛比德卡（烏克蘭語：Слобідка），是烏克蘭北部的村莊，隸屬切爾尼希夫州的尼任區。該村始建於1770年，面積0.4平方公里，海拔高度118米，2006年人口125，人口密度每平方公里312.5人。